# Gustav Klaudat
Gustav Klaudat – as lotnictwa niemieckiego Luftstreitkräfte z 6 potwierdzonymi  zwycięstwami w I wojnie światowej.
Służył w pułku ułanów, po czym został skierowany do lotnictwa. W połowie 1918 roku został przydzielony do eskadry myśliwskiej Jagdstaffel 15. Latał na samolotach Fokker D.VII. Pierwsze zwycięstwo powietrzne odniósł 15 sierpnia 1918 roku. Do końca wojny odniósł łącznie 6 zwycięstw. 23 października w czasie lotu bojowego został ranny i nie uczestniczył w dalszych walkach.
Jego dalsze losy nie są znane.

## Odznaczenia
- Krzyż Żelazny I Klasy
- Krzyż Żelazny II Klasy